# Petite Russie (Paris)
Ne doit pas être confondu avec Petite Russie.
La petite Russie, ou cité Citroën, est un ensemble immobilier situé dans le 13e arrondissement de Paris (France).

## Localisation
Elle est située au 22 rue Barrault, dans l'ouest du 13e arrondissement de Paris, sur le flanc occidental de la Butte-aux-Cailles. Au milieu de l'îlot, l'ensemble se trouve au niveau du 3e étage de l'immeuble.[Quoi ?]
Il surplombe la petite Alsace, un autre ensemble immobilier en contrebas sud.

## Description
La petite Russie est un ensemble de petits pavillons ouvriers blancs, tous accolés en deux rangées adossées l'une à l'autre et entourées d'une terrasse commune.

## Historique
L'ensemble immobilier est construit en 1912 pour le compte d'une compagnie de taxis, afin d'héberger ses employés, principalement d'origine russe. Les pavillons sont alors construits au-dessus du garage dans lequel les conducteurs remisent leurs taxis.